# DJ Fred & Arnold T
DJ Fred & Arnold T est un duo d'instrumentistes et disc jockeys de techno français, originaire du Nord-Pas-de-Calais. Frédéric Crépin et Arnold Toutain se sont rencontrés en 1995. Été 1996, le morceau Delirium prend forme et sort. Il suit en 1998 de l'album-titre Delirium... classé à la 60e positions des charts français. Le groupe se sépare en 2003.

## Biographie
Frédéric Crépin et Arnold Toutain se sont rencontrés en 1995 grâce à un ami commun, Jean-Pierre Camus. Arnold « Ti » Toutain composera avec Jean-Pierre Camus et Fred le single Alright qui sera signé au label Music Line International à Roubaix. Ce titre est un succès et devient un début d'ouverture dans les discothèques. Le groupe à la base de quatre copains portera le nom de DJ Fred & Arnold T. Deux sont sur scène et deux travaillent dans l'ombre du groupe (Camus et Crunelle). 
En été 1996, le groupe sort le titre Delirium, qui est un premier white label auto-pressé sous la houlette de Jean-Pierre Camus (disquaire et DJ). Camus amène ainsi le groupe à la première signature du titre Delirium chez News (Benelux). En 1997, le groupe signe en France avec Airplay/Universal. En 1998, le groupe sort l'album Delirium d'où sont extraits plusieurs singles repris dans les compilations de musique techno, notamment Delirium et Jungle Spirit. Jean-Pierre Camus quitte le groupe en 1998 après avoir contribué à sa montée vers le sommet. Cette même année, l'album-titre Delirium atteint le top 16 des charts français.
Le duo finit par se séparer en 2003 afin de poursuivre une carrière solo chacun de leur côté. Frédéric poursuivra dans la composition techno et hardstyle avant de devenir producteur et compositeur du groupe Collectif Métissé en 2009. 

## Discographie

### Singles
- 1996 : All Right
- 1997 : Delirium (31e des charts belges[2])
- 1997 : Pop Hertz (8e des charts français[3])
- 1998 : Wall Street (45e des charts français[4])
- 1998 : Jungle Spirit (top 41 en France, top 42 en Belgique[5])
- 1999 : 1999
- 1999 : Nineties (80e des charts français[6])
- 2000 : Lithium (85e des charts français[7])
- 2001 : Push the Music (64e des charts français[8])
- 2002 : Turn Me Out
- 2003 : Delirium Remix
- 2017 : Mantra

### Carrières solo

#### Arnold T
- 2004 : Call Me Elvis (sous le nom de Arnold T)
- 2007 : Astrolab (sous le nom de Arnold T)
- 2008 : Good To Be Alive

#### DJ Fred
- 2004 : Show Me the Way feat. Ange
- 2005 : Born on 28 feat. Major Bryce (sous le nom de F.F.K)
- 2006 : Nobody's Perfect feat. Major Bryce (sous le nom de F.F.K)
- 2007 : Rude Boy feat. Major Bryce (sous le nom de F.F.K)
- 2007 : Disconnected feat. Major Bryce (sous le nom de F.F.K)